# SolidWorks
 (mars 2013).
 (mars 2013).
SOLIDWORKS  est un  logiciel propriétaire de conception assistée par ordinateur 3D fonctionnant sous Windows.

## Présentation

### Historique
Créé en 1993 par l'éditeur américain éponyme, SOLIDWORKS est racheté le 24 juin 1997 par la société Dassault Systèmes.
Parmi les plus grandes organisations utilisant SOLIDWORKS, on peut citer  Franckie, Équipement d'emballage MMC, AREVA, Patek Philippe, Mega Bloks, Axiome, ME2C, SACMO, Le Boulch, Robert Renaud, Lorenz Baumer, l'Opéra de Paris, Jtekt, GTT et dans les collèges et lycées français.

## Fonctionnement
SOLIDWORKS est un modeleur 3D utilisant la conception paramétrique. Il génère 3 types de fichiers relatifs à trois concepts de base : la pièce, l'assemblage et la mise en plan. Ces fichiers sont en relation. Toute modification à quelque niveau que ce soit est répercutée vers tous les fichiers concernés.
Un dossier complet contenant l'ensemble des relatifs à un même système constitue une maquette numérique. De nombreux logiciels viennent compléter l'éditeur SOLIDWORKS. Des utilitaires orientés métiers (tôlerie, bois, BTP...), mais aussi des applications de simulation mécanique ou d'image de synthèse travaillent à partir des éléments de la maquette virtuelle.

### Les pièces
La pièce est l'objet 3D monobloc. La modélisation d'une telle entité dépendra de la culture de l'utilisateur. Comme de nombreux logiciels conviviaux, SOLIDWORKS permet d'aboutir à un même résultat apparent par des voies souvent différentes. C'est lors de la retouche de ces fichiers ou de leur exploitation qu'on appréciera la bonne méthode.
Une pièce est la réunion d'un ensemble de fonctions volumiques avec des relations d'antériorité, des géométriques, des relations booléennes (ajout retrait)... Cette organisation est rappelée sur l'arbre de construction. Chaque ligne est associée à une fonction qu'on peut renommer à sa guise.

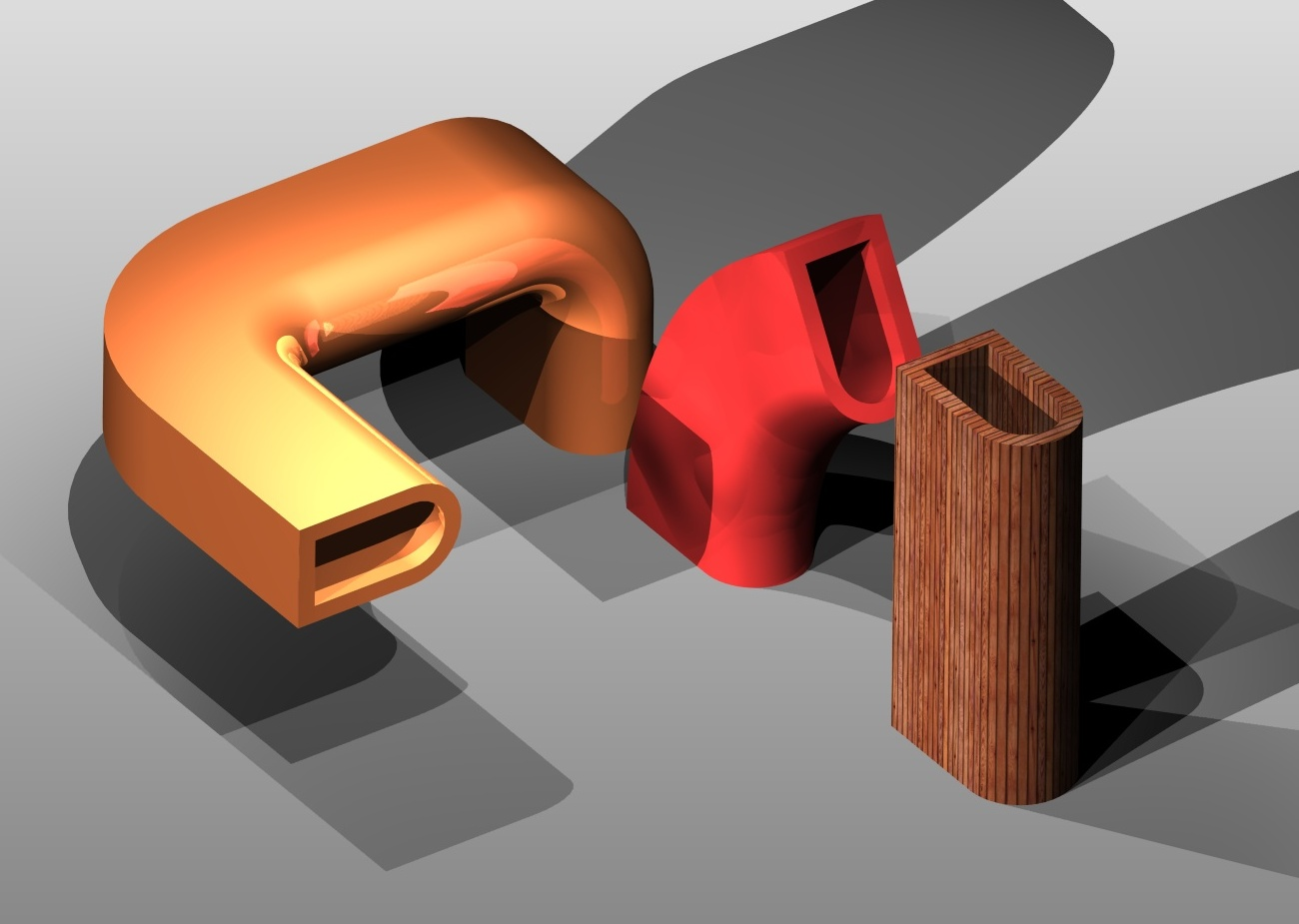
Trois générations de volume à partir d'une même section: droite (aspect bois), révolution partielle (en rouge), et gauche

 Parmi les fonctions génératrices il existe :
- l'extrusion : déplacement d'une section droite dans une direction perpendiculaire à la section. La section est définie dans une esquisse (qui apparaît alors dans l'arbre de création comme élément générateur de la fonction). Cette esquisse contient l'ensemble des spécifications géométriques (cotation) nécessaires à la complète définition de la section. Cet ensemble de cotes auquel il faut ajouter la (ou les) longueur d'extrusion constitue l'ensemble des paramètres de la fonction ; il est possible de les modifier une fois la fonction validée. Les extrusions peuvent également être réalisées en s'appuyant sur des esquisses 3D[5]
- la révolution : déplacement d'une section droite autour d'un axe, ou extrusion suivant un cercle ou un arc de cercle.
- le balayage : déplacement d'une section droite le long d'une ligne quelconque. Lorsque la génératrice de balayage est gauche, l'esquisse est en 3 dimensions.

Différentes fonctions logicielles

D'autres fonctions, plutôt orientées métier intègrent des notions qu'il serait fastidieux de modéliser :
- congés et chanfreins,
- nervures,
- dépouilles,
- coque (permettant d'évider un objet en lui conférant une épaisseur constante),
- trous normalisés (perçages, mortaises...),
- plis de tôle[6]...

Des fonctions d'ordre logiciel comme la répétition linéaire, circulaire, curviligne ou par symétrie...
Les dernières versions autorisent la réalisation de pièces momentanément disjointes, ce qui permet de concevoir un objet fonctionnellement, c’est-à-dire en définissant d'abord les éléments fonctionnels, puis en joignant les différentes parties par de la matière (nervures, carter...).
L'édition de familles de pièces est possible en associant à SOLIDWORKS, le tableur Microsoft Excel : Un tableau devient ainsi éditeur des références (lignes) donnant la valeur des paramètres variables des fonctions (colonnes) :
- valeur de certaines cotes ;
- valeur de certaines propriétés (nombre d'occurrences...) ;
- état de suppression d'une fonction.

Ainsi, il est possible d'obtenir à partir d'un seul fichier de type pièce, l'ensemble des modèles de vis d'assemblage (toutes forme de tête ou dimensions), ou encore toutes les combinaisons de briques Lego (1x1, 1x2 etc).
Avec tous ces outils, la méthode de conception d'une pièce très proche du métier du concepteur qui ne se soucie plus de savoir où placer les traits du dessin mais les formes de la pièce.
Les possibilités d'éditions sont complétées par un ensemble d'outils de mesures géométriques. Ainsi il est possible de connaitre le volume de la pièce, son poids, la position de centre de masse, sa matrice d'inertie, la surface...

### Les assemblages

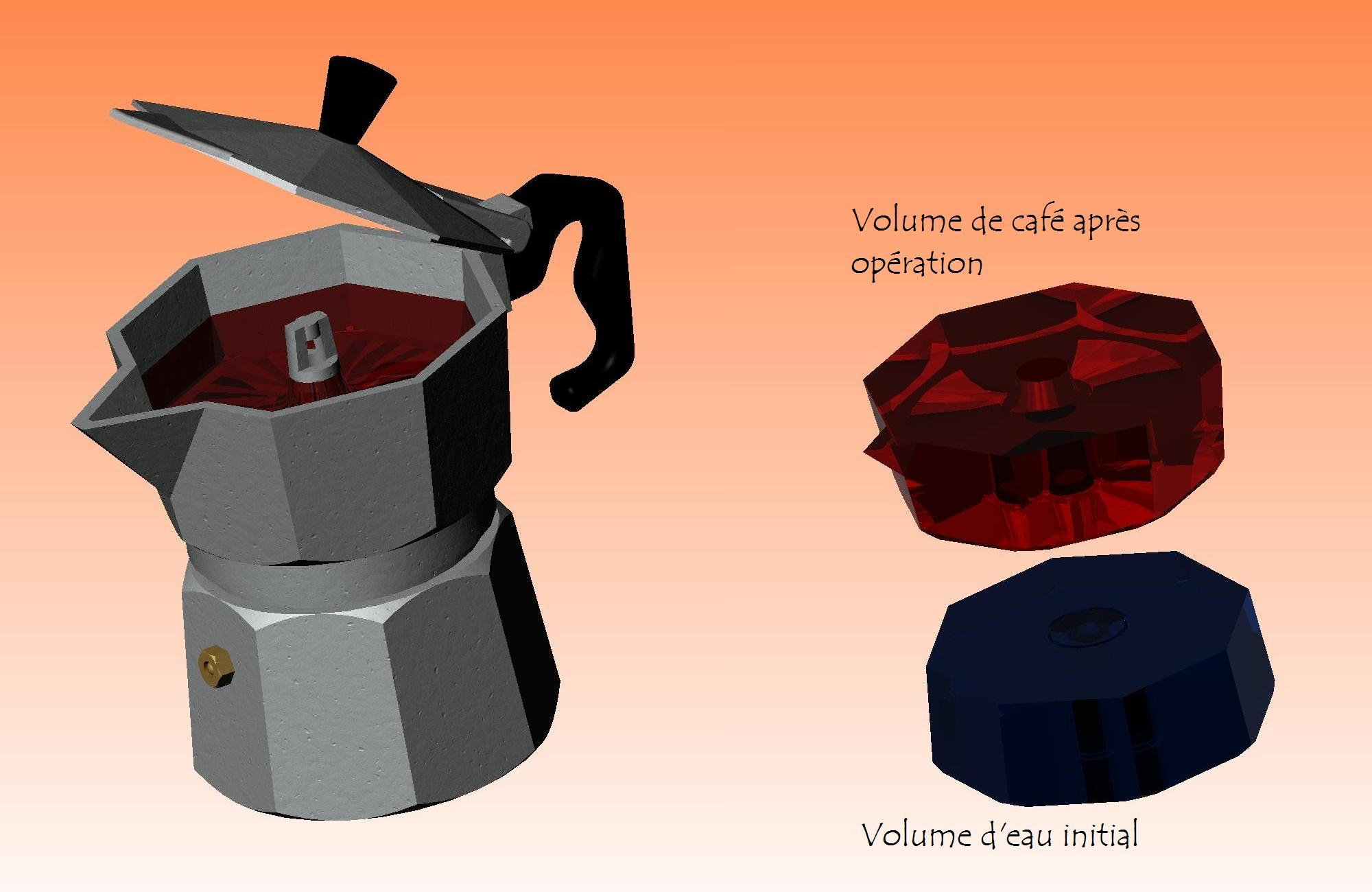
L'eau et le café sont définis par des pièces créées dans l'assemblage. Leurs formes sont entièrement liées aux pièces de la cafetière. Elles sont obtenues en seulement 2 opérations : la création du plan supérieur (niveau) et l'empreinte de la cafetière (frontière). Une seule cote leur est propre : la profondeur, même si elle est contrainte fonctionnellement par certains éléments (soupape et cheminée). En l'occurrence les deux volumes sont identiques à 1 % près.

Les assemblages sont obtenus par la juxtaposition de pièces. La mise en position de pièces est définie par un ensemble de contraintes d'assemblage associant, deux entités respectives par une relation géométrique (coïncidence, tangence, coaxialité...). Dans une certaine mesure, ces associations de contraintes s'apparentent aux liaisons mécaniques entre les pièces. Le mécanisme monté, s'il possède encore des mobilités, peut être manipulé virtuellement. On peut alors aisément procéder à des réglages à l'aide des différents outils disponibles (déplacement composants, détection de collision ou d'interférence, mesure des jeux, etc.)
Comme pour les pièces, la gestion de l'ensemble est portée par un arbre de création qui donne accès à l'arbre de création de chaque pièce. Il est d'ailleurs possible d'assembler des assemblages, donc de former des sous-groupes de pièces. Cette opération étant préalable ou en cours d'édition.
L'intérêt de cet outil, c'est qu'il rend possible la création d'une pièce dans l'assemblage. Il propose la même méthode au concepteur que celle qu'il appliquait sur la table à dessin : tout concevoir en même temps. En effet, à part sur les petits ensembles simples (ou déjà définis), il n'est pas raisonnable de concevoir chaque pièce indépendamment pour corriger ensuite, lors de l'assemblage, les problèmes d'interférence ou de coïncidence. La conception intégrée lie automatiquement les géométries des pièces entre elles. Ainsi, une modification sur une pièce est automatiquement répercutée sur les autres. Alors l'édition de pièce est la conséquence de l'édition de l'ensemble.
De plus, SOLIDWORKS gère les références cycliques. En effet, non seulement il est possible de créer des pièces enfants à partir de la pièce parent, mais il est aussi possible de modifier la pièce parent en fonction des pièces enfants sans générer de boucle de mise à jour comme sur CATIA.

### Les mises en plan

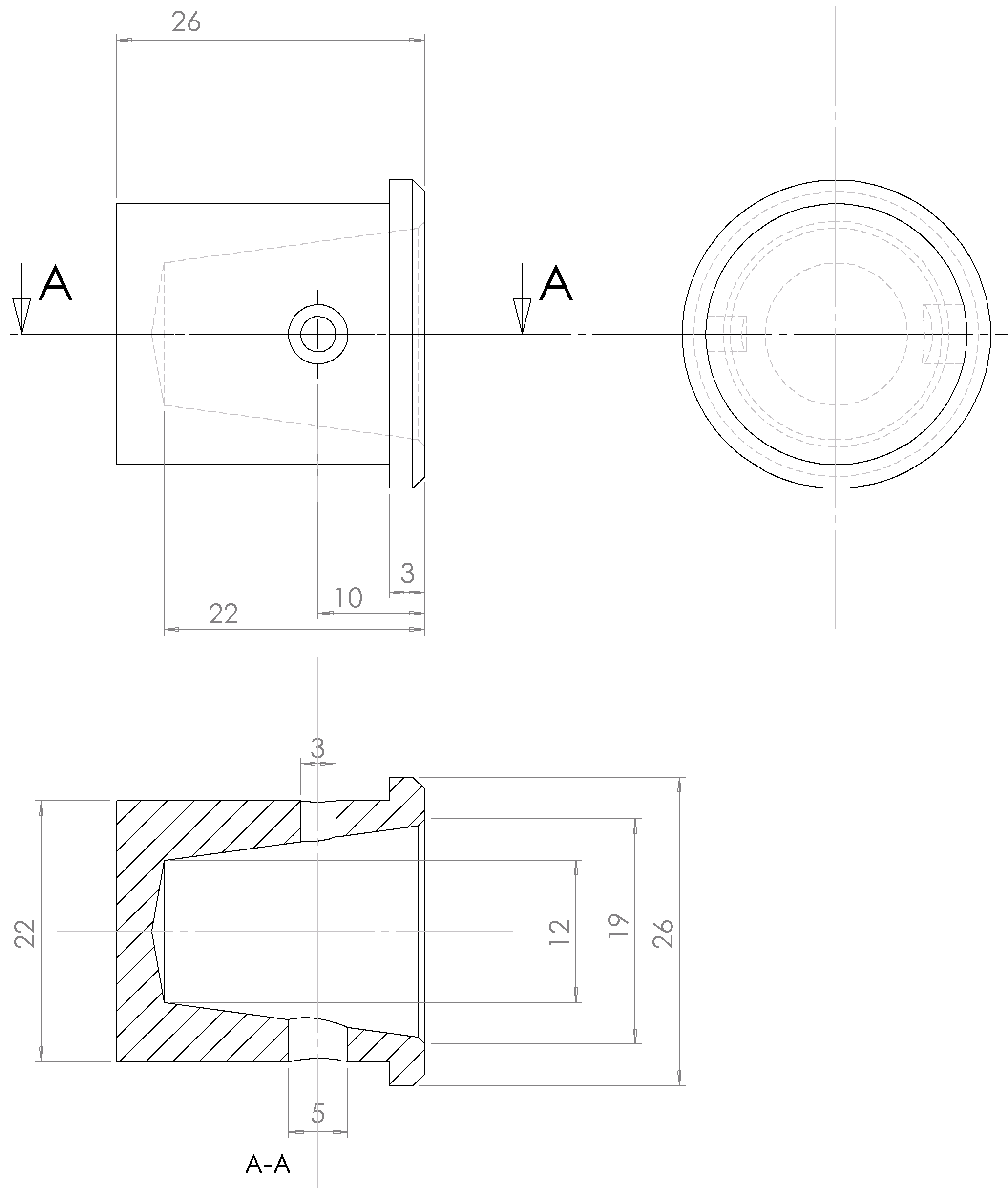
Dessin de définition établi avec SOLIDWORKS

Les mises en plan concernent à la fois les pièces (dessin de définition) ou les assemblages (dessin d'ensemble). Pour aboutir à un plan fini d'une pièce on peut estimer mettre 2 fois moins de temps qu'avec un outil DAO (temps de conception et exécution du dessin). En effet, en DAO, chaque trait est indépendant, et c'est au dessinateur de savoir quelles entités graphiques sont concernées par une modification. Le logiciel 3D ne fait qu'une projection de l'objet. Les modifications éventuelles sont opérées sur l'objet représenté, et ne concernent pas directement le plan.
- Vues

La projection sur plan du modèle ne pose aucun problème. Aujourd'hui il est très facile d'obtenir un plan, forcément juste (avec un logiciel de DAO il est possible d'éditer un plan faux!). Les vues en coupes, les vues partielles, perspectives, sont exécutées d'un simple clic. Les seuls problèmes encore rencontrés concernent la représentation des filetages et taraudages dans les assemblages.
De plus, chaque vue peut être exécutée avec un habillage différent, filaire, conventionnel ou ombré rendant encore plus accessible la lecture de plans aux non initiés.
- Cotation

La cotation regroupe l'ensemble des spécifications géométriques définissant la pièce. Bien sûr, les paramètres déclarés des esquisses en font partie. Ils peuvent être automatiquement intégrés, de manière équilibrée, à la mise en plan. À ce niveau, il est encore possible de modifier la pièce en changeant la valeur des cotes. L'indépendance de ces paramètres, se rapproche du principe dit d'indépendance (cotation GPS). Cependant, la mise en forme définitive de la cotation demande encore un peu de travail (avec un éditeur DAO ou sur le calque aussi !).
- Fond de plan
SOLIDWORKS par défaut propose ses propres fond de plan. Mais il est possible de les faire soi-même ; Il existe deux types de fond de plan :
  - Le fond de plan statique, où il faut remplir à la main chacun des champs.
  - Le fond de plan dynamique, où il se remplit automatiquement suivant les paramètres mis dans l'assemblage ou dans la pièce.
  - Des modèles sont proposés (équivalent du .dot de word).
- Nomenclature

Le fichier assemblage contient chacune des pièces qui composent l'assemblage, on peut donc sortir de façon automatique la nomenclature appartenant à la maquette 3D.

## FAO
Des services d'impression 3D en ligne, comme Sculpteo ou x3D-Print.com, mettent à disposition des tutoriels pour utiliser SOLIDWORKS au sein de leurs services. Cela permet dans d'avoir accès à des pièces issues de l'impression 3D métal lors de procédés FSL, ou SLM.

## Les extensions des fichiers
La simple ouverture d'un fichier dans une version ultérieure le rend inutilisable pour toute version  antérieure.
Vu leur très faible interopérabilité et le fait que leur contenu soit sauvegardé sans que l'on utilise la commande de sauvegarde, ces fichiers SOLIDWORKS ne doivent pas être considérés comme des sauvegardes à long terme d'un contenu, mais comme une simple extension de la mémoire physique ayant la propriété de rémanence.
Chaque type de fichier possède une extension qui lui est propre :
- .sldprt, pour les fichiers pièce
- .sldasm, pour les fichiers assemblage
- .slddrw, pour les fichiers plan
- .slddrt, pour les fichiers de fond de plan

Certains formats proposés par le logiciel permettent d'envisager une sauvegarde à long terme.

## Versions du logiciel
| Numéro | Nom/Version         | Version History Value | Date de publication |
| ------ | ------------------- | --------------------- | ------------------- |
| 1      | SOLIDWORKS 95       | 44                    | 1995                |
| 2      | SOLIDWORKS 96       | 270                   | 1996                |
| 3      | SOLIDWORKS 97       | 483                   | 1996                |
| 4      | SOLIDWORKS 97Plus   | 629                   | 1997                |
| 5      | SOLIDWORKS 98       | 817                   | 1997                |
| 6      | SOLIDWORKS 98Plus   | 1008                  | 1998                |
| 7      | SOLIDWORKS 99       | 1137                  | 1998                |
| 8      | SOLIDWORKS 2000     | 1500                  | 1999                |
| 9      | SOLIDWORKS 2001     | 1750                  | 2000                |
| 10     | SOLIDWORKS 2001Plus | 1950                  | 2001                |
| 11     | SOLIDWORKS 2003     | 2200                  | 2002                |
| 12     | SOLIDWORKS 2004     | 2500                  | 2003                |
| 13     | SOLIDWORKS 2005     | 2800                  | 2004                |
| 14     | SOLIDWORKS 2006     | 3100                  | 2005                |
| 15     | SOLIDWORKS 2007     | 3400                  | 2006                |
| 16     | SOLIDWORKS 2008     | 3800                  | 1er juillet 2007    |
| 17     | SOLIDWORKS 2009     | 4100                  | 28 janvier 2008     |
| 18     | SOLIDWORKS 2010     | 4400                  | 9 décembre 2009     |
| 19     | SOLIDWORKS 2011     | 4700                  | 17 juin 2010        |
| 20     | SOLIDWORKS 2012     | 5000                  | septembre 2011      |
| 21     | SOLIDWORKS 2013     | 6000                  | septembre 2012      |
| 22     | SOLIDWORKS 2014     | 7000                  | 7 octobre 2013      |
| 23     | SOLIDWORKS 2015     | 8000                  | 9 septembre 2014    |
| 24     | SOLIDWORKS 2016     | 9000                  | 28 octobre 2015     |
| 25     | SOLIDWORKS 2017     | 10040                 | 19 septembre 2016   |
| 26     | SOLIDWORKS 2018     | 11000                 | 26 septembre 2017   |
| 27     | SOLIDWORKS 2019     | 12000                 | 9 octobre 2018      |
| 28     | SOLIDWORKS 2020     |                       | 18 septembre 2019   |
| 29     | SOLIDWORKS 2021     |                       |                     |
| 30     | SOLIDWORKS 2022     |                       |                     |
| 31     | SOLIDWORKS 2023     |                       |                     |
| 32     | SOLIDWORKS 2024     |                       |                     |

## Marché
DS SOLIDWORKS Corp. a vendu plus de 3,5 millions de licences SOLIDWORKS dans le monde. Cela comprend une grande partie des licences d’éducation.[réf. nécessaire]
Le Sheffield Telegraph commente que SOLIDWORKS est le logiciel de CAO le plus populaire au monde.[réf. nécessaire]
Sa base d'utilisateurs va des particuliers aux grandes entreprises et couvre un très large éventail de segments du marché de la fabrication. Les ventes commerciales se font par un canal indirect, qui comprend des revendeurs et des partenaires du monde entier. Aux États-Unis, le premier revendeur de SOLIDWORKS, en 1995, était Computer Aided Technology, Inc, dont le siège est à Chicago. Les produits directement concurrents de SOLIDWORKS incluent PTC Creo Elements / Pro, Solid Edge et Autodesk Inventor. SOLIDWORKS s’associe également à des développeurs tiers pour ajouter des fonctionnalités à des applications de marché de niche telles que l’analyse par éléments finis, la configuration de circuits, la vérification de tolérance, etc. SOLIDWORKS a également octroyé des licences de modélisation 3D à d'autres éditeurs, notamment ANVIL.

## Combat contre le piratage informatique
En novembre 2015, Dassault Systèmes, propriétaire du logiciel, mandate le cabinet d'avocats CJCH Solicitors pour combattre le piratage. Selon Andrew Clarkson, Global head of Anti-Piracy and Compliance chez Dassault Systèmes, « C'est un grand succès pour Dassault Systèmes et la manière dont CJCH gère le projet est totalement en phase avec notre stratégie d'encourager l'utilisation de logiciel acheté légalement et d'éduquer le monde des affaires sur les risques qu'il y a à utiliser des logiciels piratés. » Début 2016, grâce à ces actions, CJCH a gagné une place de finaliste dans la catégorie business international aux Cardiff Business Awards.

## Produits associés
Un certain nombre de modules complémentaires qui s'interfacent avec SOLIDWORKS :

### Édités par SOLIDWORKS

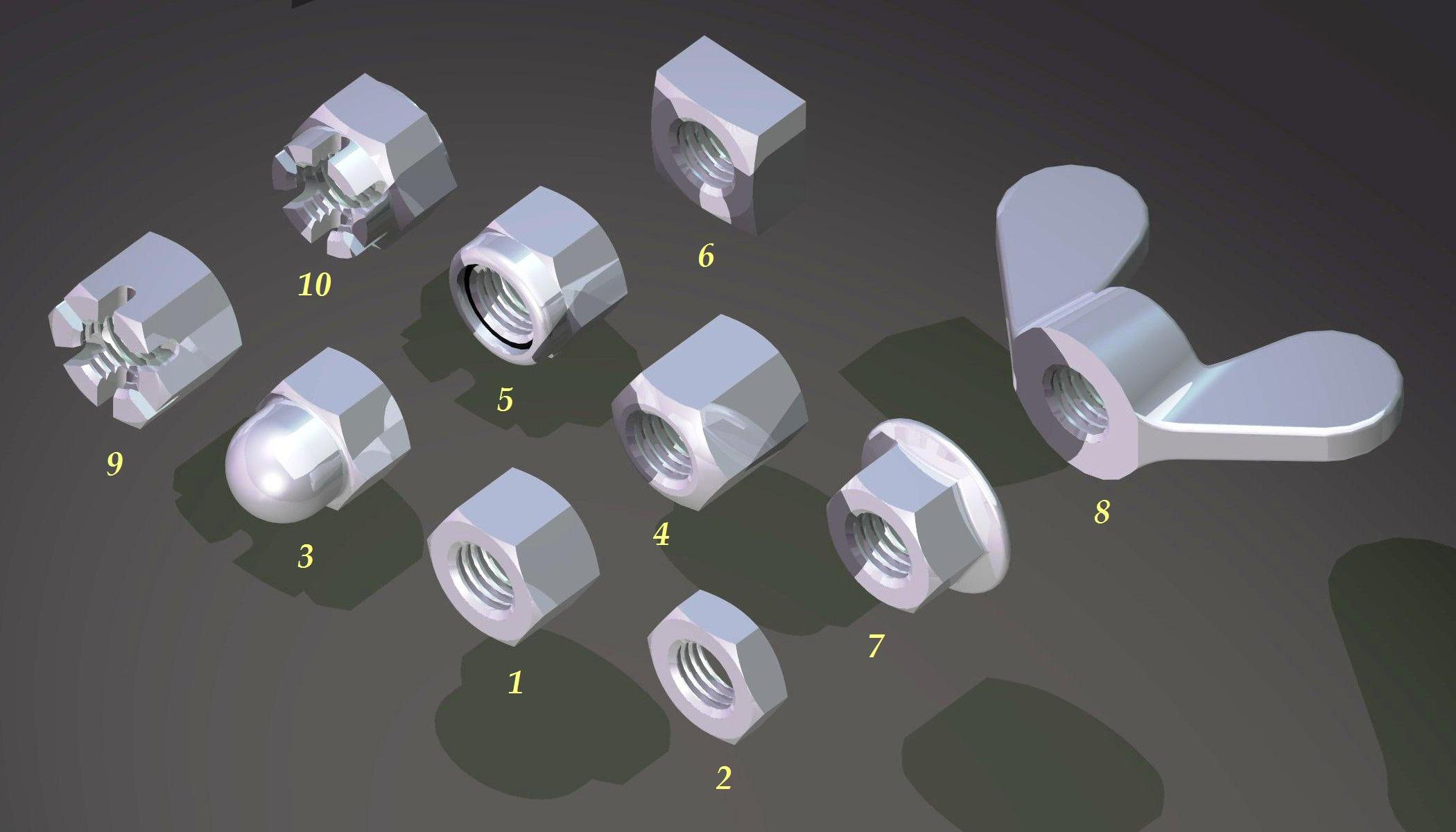
Écrous issus de la bibliothèque SOLIDWORKS Toolbox

- 3DExperience | Make[11] : Mise en relation des utilisateurs avec des fabricants (Impression 3D, Usinage, Machine outil à commande numérique, découpe laser, ...)
- SOLIDWORKS Simulation : Logiciel de simulation, vérification de conception dans les domaines statique (pièces et assemblages), thermique, flambement, fréquentiel, fatigue, optimisation, dynamique, linéaire et non linéaire, test de chute, conception d'appareils à pression
- SOLIDWORKS Flow Simulation : Logiciel de simulation, analyse des fluides.
- SOLIDWORKS Motion : Logiciel de simulation cinématique.
- PhotoWorks : Moteur de rendu photoréaliste 3D. (Photowiew 360 depuis la version 2007 (2006 bêta))
- SOLIDWORKS Animator : Fonction d'animation en 3D (exportation dans un format vidéo standard de la simulation de mouvement d'un assemblage)
- SOLIDWORKS PDM : Logiciel de SGDT, gestion centralisée des données (assemblages, pièces, documents texte, etc.).
- SOLIDWORKS Routing : Conception de tuyauteries, de tubes, de câblages et de harnais dans SOLIDWORKS
- SOLIDWORKS eDrawings : Logiciel de visualisation, de marquage, de collaboration et de mesure de fichiers CAO 3D natifs.
- SOLIDWORKS Toolbox : Bibliothèque de pièces standard intégrée dans l'interface SOLIDWORKS (plusieurs millions de pièces, dont des vis, écrous, roulements, rondelles...)
- SOLIDWORKS Enterprise PDM : Logiciel de SGDT, gestion centralisée des données (assemblages, pièces, documents texte, etc.) avec Workflow, dialogue avec les ERP et synchronisation multi-site.
- FeatureWorks : Logiciel de reconnaissance de fonctions à partir d'un volume importé sans arborescence (aussi appelée historique de conception)
- CircuitWorks : Logiciel d'import/export de données électriques et électronique (format idf par exemple mais pas seulement) pour reconstruction en volume dans SOLIDWORKS.
- TolAnalyst : Analyse de tolérance sur les assemblages SOLIDWORKS tolérancés.
- 3DVIA Composer : Logiciel de création de contenu pour la documentation, l'illustration technique, les catalogues, brochures commerciales, documents de formation, manuels de maintenance... à partir des données CAO avec mise à jour des modifications venant de la CAO.

### Édités par d'autres
- Meca3D : logiciel de mécanique générale (statique, cinématique, dynamique)
- Decade : logiciel libre de simulation dynamique (aussi interfacé avec Catia V5)
- Leguide3D.com : Réseau social du logiciel de CAO 3D SOLIDWORKS
- MyCADtools : ensemble d'utilitaires et de services à destination des utilisateurs de SOLIDWORKS, édités par la société [./Https://www.visiativ.com/ VISIATIV]
- SolidWatch : solution de conception destinée aux métiers de l'horlogerie, éditée par la société VISIATIV
- EFICN : éditeur de code ISO pour machine-outil à commande numérique.
- SolidCAM : logiciel de FAO complètement intégré à SOLIDWORKS.
- myCAD by Visiativ : plateforme communautaire traitant de la CAO

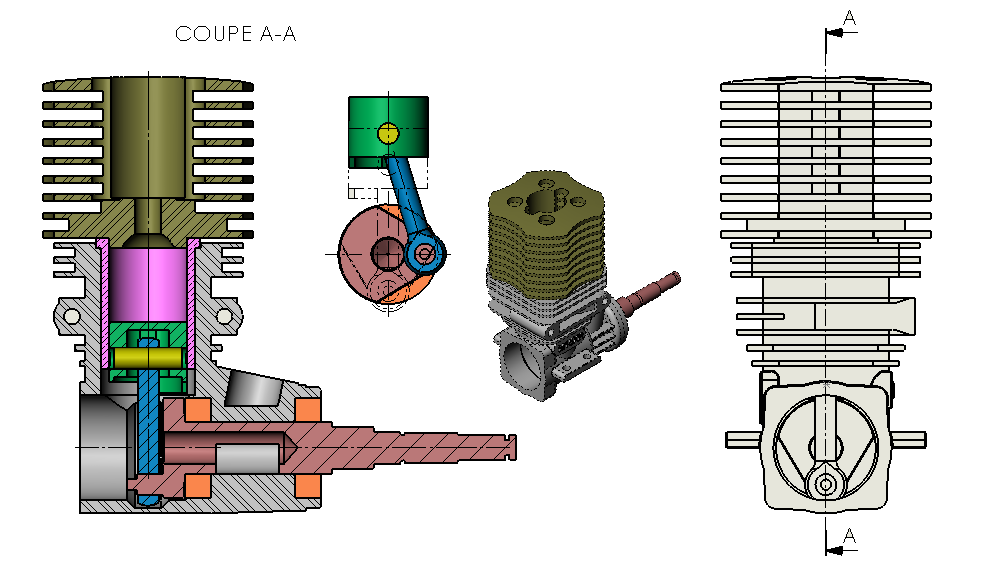
Mise en plan automatique d'un Dessin d'ensemble avec le logiciel de CAO 3D SolidWorks
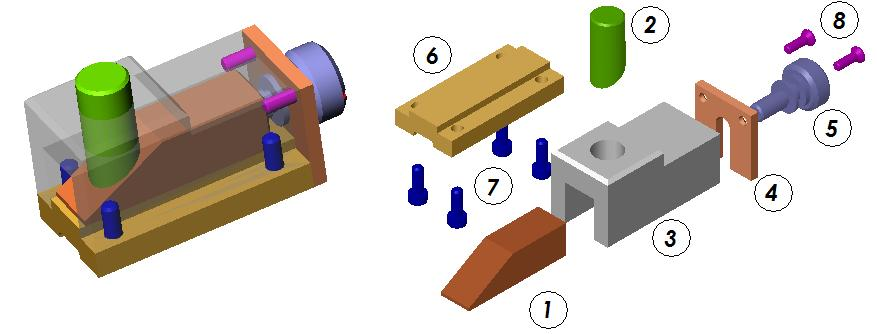
Assemblage et éclaté généré sous le logiciel de CAO 3D SolidWorks
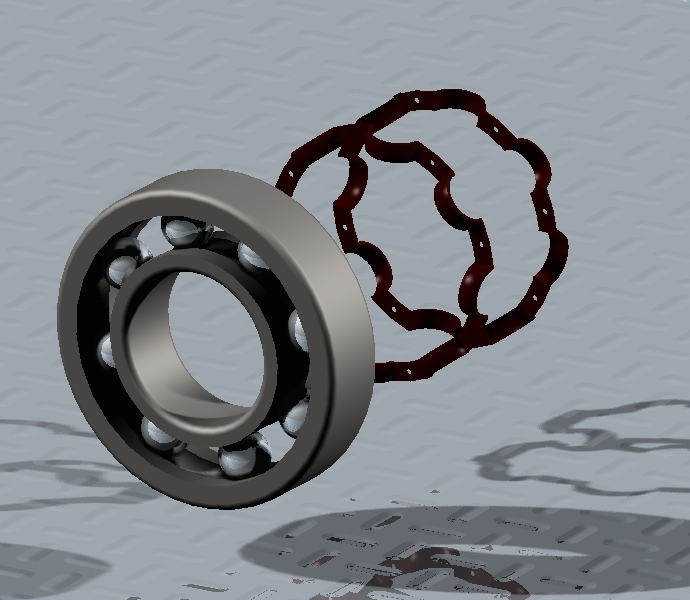
Image de synthèse réalisée avec PhotoWorks
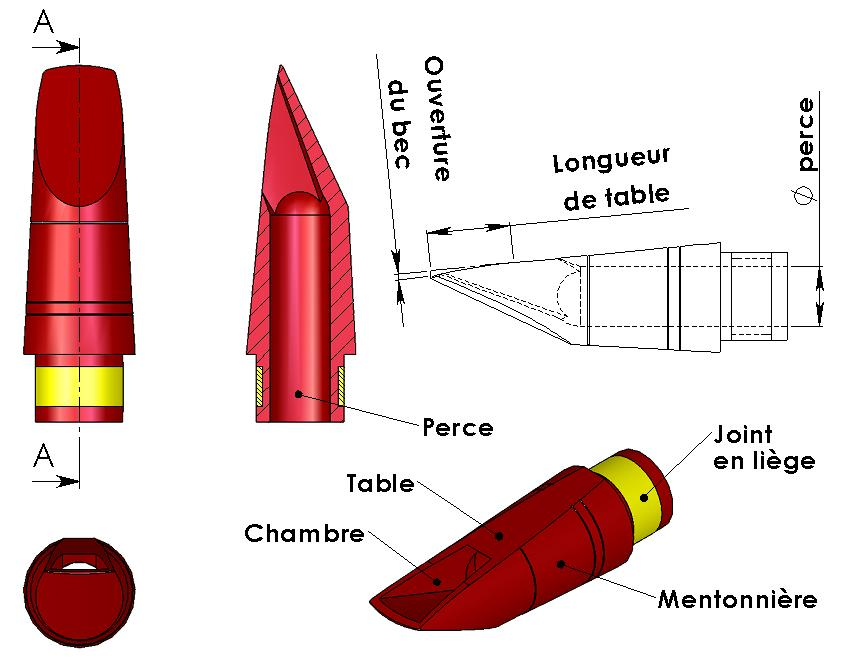
Mise en plan d'un modèle avec rendu ombré
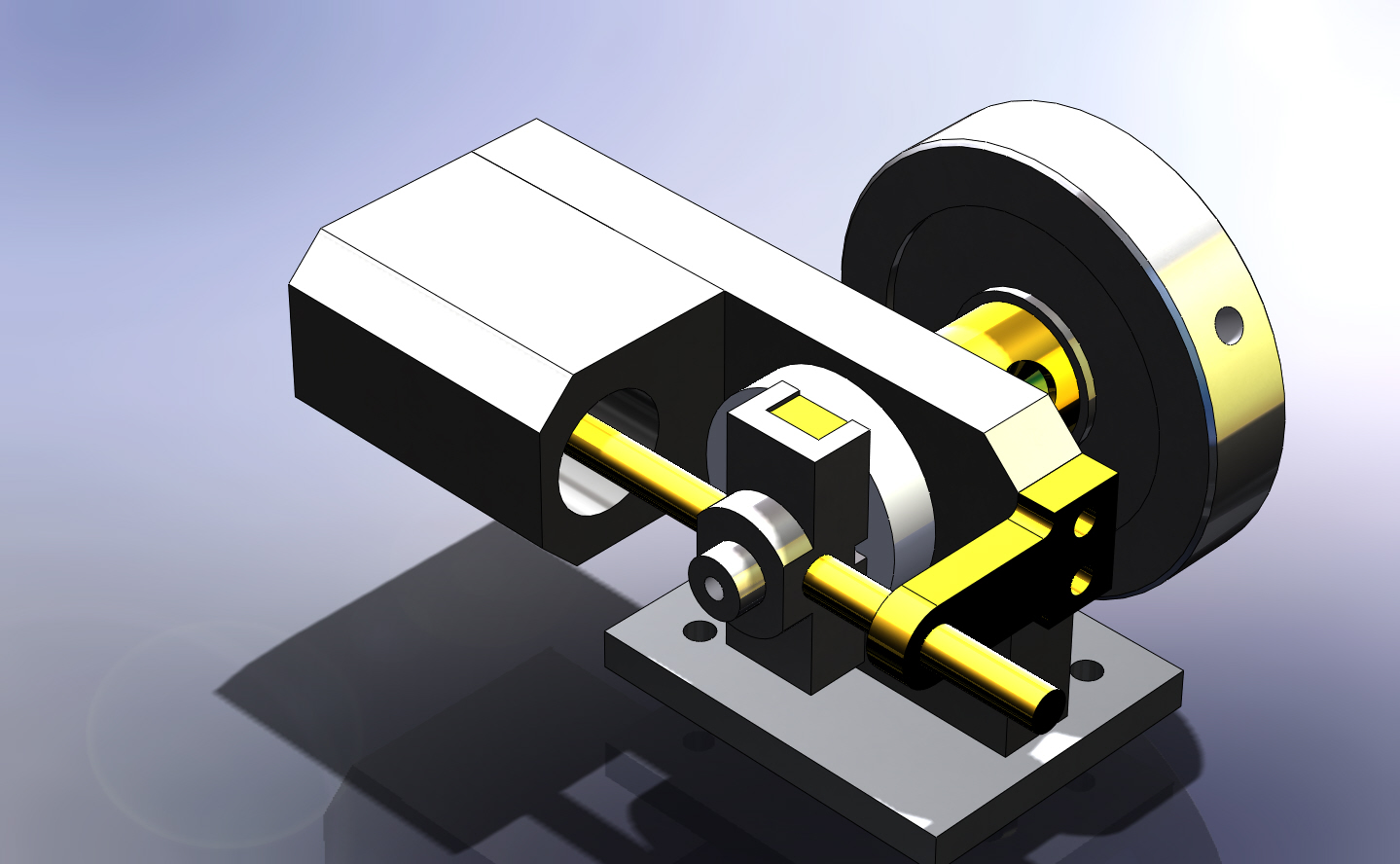
Machine à vapeur avec un système manivelle-cadre, crée à partir de Solidworks 2012
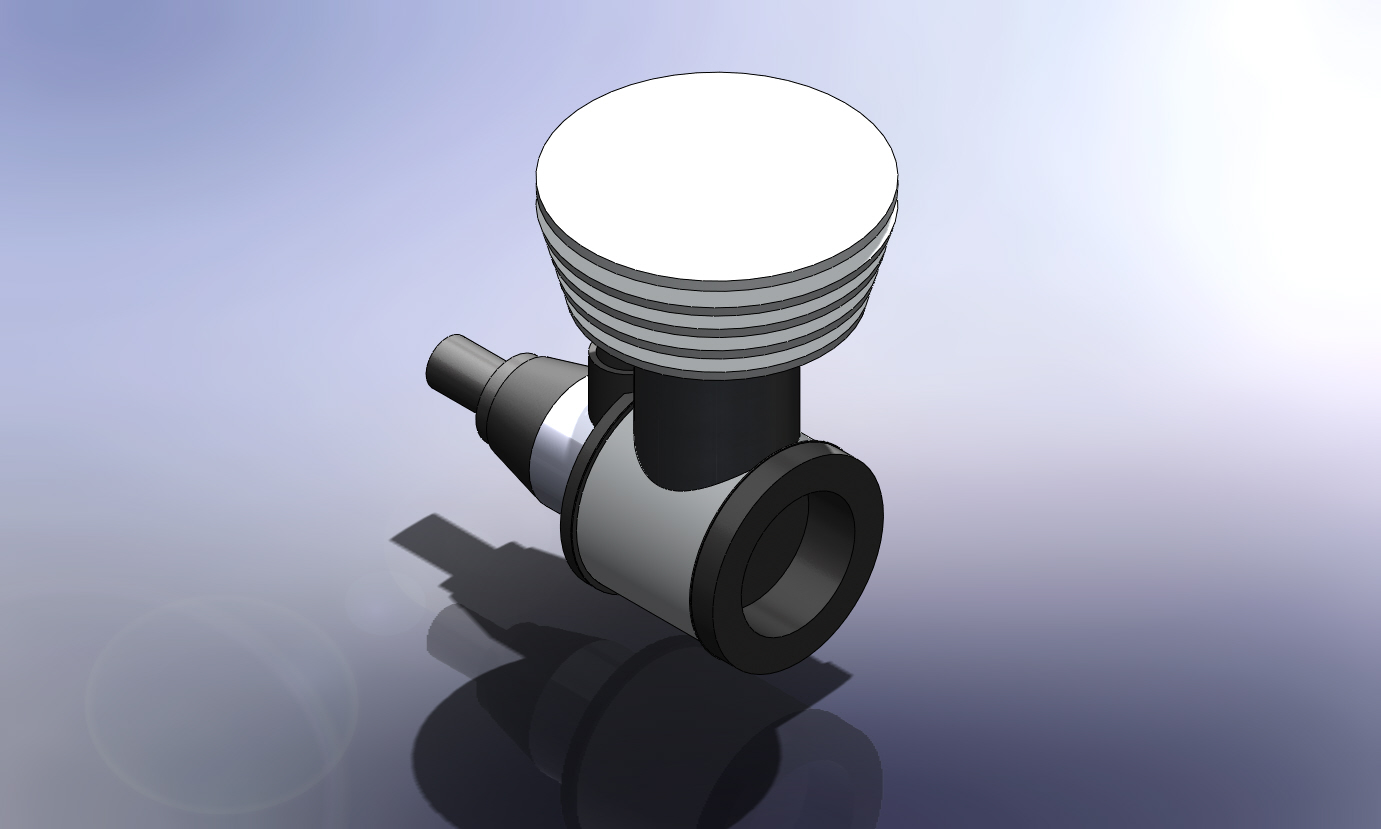
Moteur d'un avion radiocommandé.

## Distribution
- En France, SOLIDWORKS est distribué par les sociétés Avenao , Bechtle Comsoft, Cadmes, Cadvision, Cadware Systems, Cpi, Digital Product Simulation, Draftcad, Keonys, Mer Forte, XD Innovation, Realtimes, Techni Process et Visiativ Solutions Entreprise. https://www.solidworks.com/fr/how-to-buy/find-solidworks-reseller/

## Concurrents
- PTC Creo (anciennement Pro/Engineer) de l'éditeur Parametric Technology Corporation
- CATIA de l'éditeur Dassault Systèmes
- NX de l'éditeur Siemens (appartenait anciennement à UGS)
- AutoCAD de l'éditeur Autodesk
- Inventor de l'éditeur Autodesk
- Solid Edge de l'éditeur Siemens
- SpaceClaim de l'éditeur SpaceClaim
- TopSolid de l'éditeur Missler Software
- Thinkdesign de l'éditeur DPT
- FreeCAD logiciel libre
- OpenSCAD logiciel libre de Clifford Wolf et Marius Kintel
- Onshape, logiciel en ligne édité par la société du même nom.